# Daiki Higuchi
Daiki Higuchi (jap. 樋口 大輝, Daiki Higuchi; * 8. April 1984 in Yatsushiro, Präfektur Kumamoto) ist ein japanischer Fußballtrainer und ehemaliger Fußballspieler.

## Karriere

### Spieler
Daiki Higuchi erlernte das Fußballspielen in der Universitätsmannschaft der Universität Fukuoka. Seinen ersten Vertrag unterschrieb er 2007 bei Gainare Tottori in der Präfektur Tottori. Der Verein spielte in der Japan Football League. Im August 2008 wechselte er zum Ligakonkurrenten Sagawa Printing nach Mukō. 2011 verließ er Japan und wechselte nach Thailand. Hier schloss er sich dem Chonburi FC an. Der Verein aus Chonburi spielte in der höchsten Liga des Landes, der Thai Premier League. Ende 2011 wurde er mit Chonburi Vizemeister. Nach der Vizemeisterschaft verließ er Chonburi und wechselte zum Ligakonkurrenten Wuachon United nach Songkhla. 2014 stieg er mit dem Klub in die zweite Liga ab. Für Wuachon stand er mindestens 28-mal in der ersten Liga auf dem Spielfeld. Der Zweitligist Thai Honda Ladkrabang nahm ihn die Saison 2016 unter Vertrag. Der Bangkoker Verein spielte in der zweiten Liga, der Thai Premier League Division 1. Am Ende der Saison wurde er mit Thai Honda Meister der zweiten Liga und stieg in die erste Liga auf. Nach dem Aufstieg ging er zum Chamchuri United FC. Mit dem Verein aus Bangkok spielte er in der dritten Liga, der Thai League 3, in der Lower Region. Ende 2018 wurde sein Vertrag nicht mehr verlängert und er beendete seine aktive Laufbahn.

### Trainer
Daiki Higuchi übernahm von Mai 2021 bis November 2021 das Traineramt beim thailändischen Drittligisten Songkhla FC. Am 1. Juni 2022 unterschrieb er einen Vertrag als Co-Trainer beim Zweitligisten Phrae United FC. Hier stand er eine Saison an der Seite von Arnon Bandasak und Thongchai Rungreangles. Zu Beginn der Saison 2023/24 kehrte er zu seinem ehemaligen Verein Songkhla als Cheftrainer zurück.

## Erfolge

### Spieler
Chonburi FC
- Thailändischer Vizemeister: 2011

Thai Honda Ladkrabang
- Thailändischer Zweitligameister: 2016  ▲